# 醫療衞生界功能界別
醫療衞生界功能界別是香港立法會選舉功能界別之一，這個界別於2021年香港立法會選舉設立，由過往的醫學界及衞生服務界合併而成，並新增中醫界選舉委員會界別分組的選民。自2021年香港政治制度改革後，全國人民代表大會常務委員會在立法會功能組別議席新增此界別。

## 選民組成
本功能界別由個人組成。合資格選民包括原來的醫學界功能界別及衞生服務界功能界別的選民，以及中醫界選舉委員會界別分組的選民。
合資格選民為:
(原醫學界)：醫生、牙醫 [2020年登記選民為12,302人。]
(原衞生服務界)：脊醫、註冊護士、登記護士、助產士、藥劑師、醫務化驗師、放射技師、物理治療師、職業治療師、視光師、牙齒衞生員; 及
受僱於政府或指明機構的聽力學家、聽力學技術員、足病診療師、牙科手術助理員、牙科技術員、牙科技師、牙科治療師、營養師、配藥員、製模實驗室技術員、視覺矯正師、臨床心理學家、教育心理學家、義肢矯形師、言語治療師及科學主任(醫務)  [2020年登記選民為40,471人。]
(原選舉委員會中醫界)：註冊中醫; 及10個指定中醫學會或中醫師公會的會員中醫 [2020年登記投票人為7,000人。]

## 歷任議員
| 上任日期     | 議員   | 政治聯繫 |
| ------------ | ------ | -------- |
| 2022年1月1日 | 林哲玄 | 獨立     |

## 選舉結果

### 2021年
| 政党         | 政党         | 候选人       | 票数   | %      | ± |
| ------------ | ------------ | ------------ | ------ | ------ | - |
|              | 獨立         | DE1. 陳子中  | 2,585  | 16.27  |   |
|              | 民建聯       | DE2. 陳永光  | 3,446  | 21.68  |   |
|              | 獨立         | DE3. 何崇漢  | 1,631  | 10.26  |   |
|              | 新論壇       | DE4. 龐愛蘭  | 2,719  | 17.11  |   |
|              | 獨立         | DE5. 林哲玄  | 5,511  | 34.68  |   |
| 多数票       |              |              |        |        |   |
| 總有效票數   |              |              |        |        |   |
| 無效票       |              |              |        |        |   |
| 投票率       | 投票率       | 投票率       | 16,415 | 29.56% |   |
| 登記選民人數 | 登記選民人數 | 登記選民人數 | 55,523 |        |   |